# Fernando Quadros Gouvêa
Fernando Quadros Gouvêa (13 de novembro de 1957) é um matemático brasileiro. Trabalha com teoria dos números.
Gouvêa obteve a graduação em matemática no Instituto de Matemática e Estatística (IME) da Universidade de São Paulo, com doutorado em 1987 na Universidade Harvard, orientado por Barry Mazur, com a tese Arithmetic of p-adic modular forms. Lecionou depois na Universidade de São Paulo e na Queen's University at Kingston. É professor do Colby College em Waterville (Maine).
Em 1995 recebeu o Prêmio Lester R. Ford.

## Obras
- P-adic numbers: an introduction, Springer Verlag, 1997, 2ª Edição 2003 (Universitext)
- Arithmetic of p-adic modular forms, Springer Verlag, Lecture Notes in Mathematics, Volume 1304, 1988
- com William P. Berlinghoff Math through the ages, Oxton House Publishers, 2002, Nova Edição Ampliada 2004
- com Noriko Yui Arithmetic of diagonal hypersurfaces over finite fields, London Mathematical Society Lecture Notes, Volume 209, Cambridge University Press 1995